# 고즈쿠에 경기장

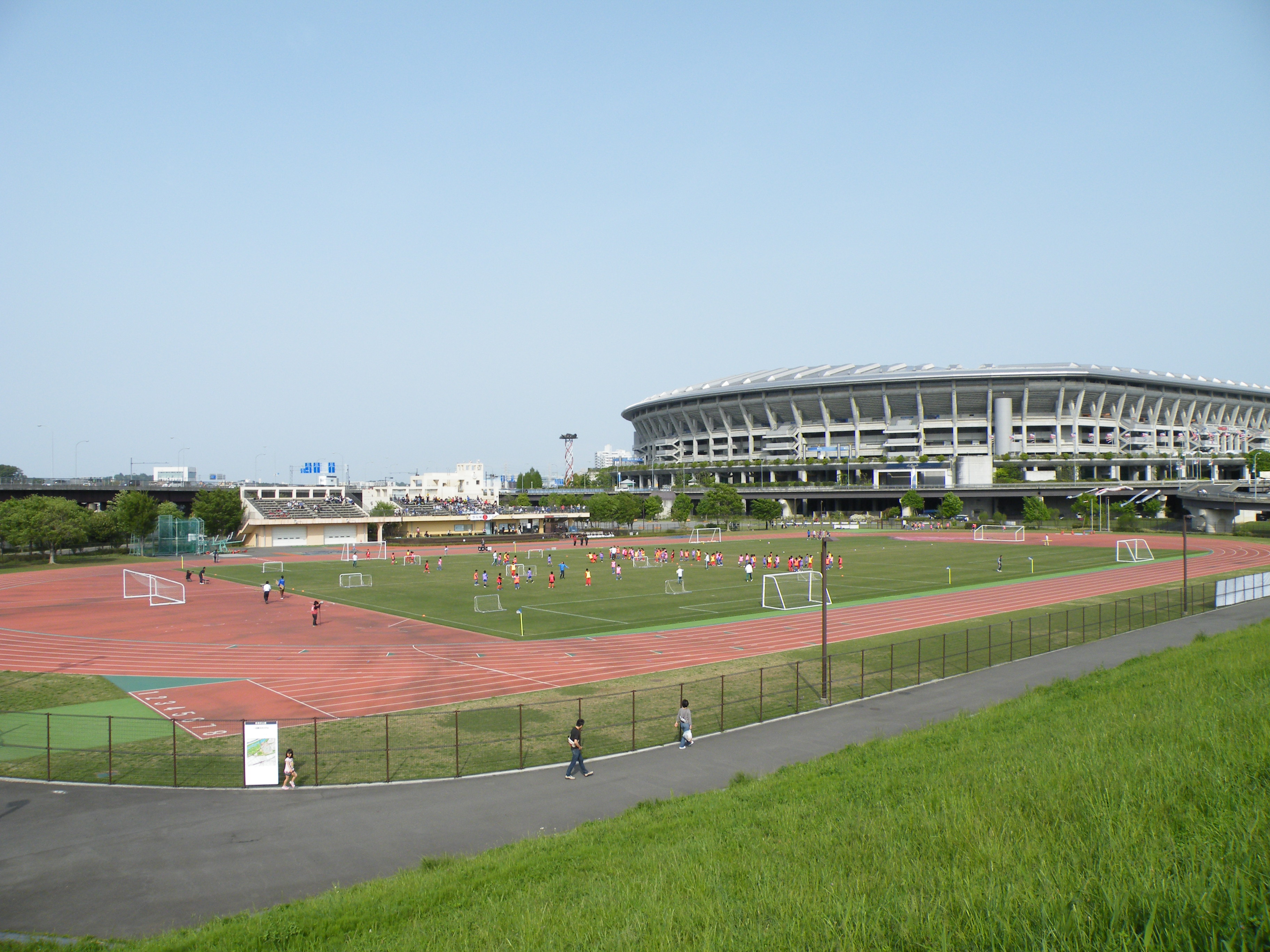
고즈쿠에 경기장

고즈쿠에 경기장(일본어: 小机競技場 고즈쿠에쿄기조[*])는 요코하마시 고호쿠구에 위치한 경기장이다.